# Менно Тауншип (округ Міффлін, Пенсільванія)
Менно Тауншип (англ. Menno Township) — селище (англ. township) в США, в окрузі Міффлін штату Пенсільванія. Населення — 1974 особи (2020).

## Демографія
Згідно з переписом 2010 року, у селищі мешкали 1883 особи в 517 домогосподарствах у складі 438 родин. Було 586 помешкань
Расовий склад населення:
| - 98,7 % — білих - 0,5 % — чорних або афроамериканців - 0,2 % — азіатів |

До двох чи більше рас належало 0,5 %. Частка іспаномовних становила 0,2 % від усіх жителів.
За віковим діапазоном населення розподілялося таким чином: 39,7 % — особи молодші 18 років, 50,1 % — особи у віці 18—64 років, 10,2 % — особи у віці 65 років та старші. Медіана віку мешканця становила 25,6 року. На 100 осіб жіночої статі у селищі припадало 94,1 чоловіків;  на 100 жінок у віці від 18 років та старших — 94,5 чоловіків також старших 18 років.
Середній дохід на одне домашнє господарство  становив 50 771 долар США (медіана — 42 321), а середній дохід на одну сім'ю — 53 011 долар (медіана — 45 556). Медіана доходів становила 37 112 долари для чоловіків та 30 893 долари для жінок. За межею бідності перебувало 19,1 % осіб, у тому числі 27,1 % дітей у віці до 18 років та 12,7 % осіб у віці 65 років та старших.
Цивільне працевлаштоване населення становило 595 осіб. Основні галузі зайнятості: освіта, охорона здоров'я та соціальна допомога — 19,3 %, виробництво — 16,6 %, сільське господарство, лісництво, риболовля — 16,1 %.